# Santo Estêvão de Briteiros
Santo Estêvão de Briteiros ist eine Gemeinde im Norden Portugals.
Santo Estêvão de Briteiros gehört zum Kreis Guimarães im Distrikt Braga, besitzt eine Fläche von 2,8 km² und hat 1304 Einwohner (Stand 30. Juni 2011). Die Gemeinde ist nur gering urbanisiert.